# جتور داشینگ
جتور داشینگ (大圣) یک کراس‌اوور در کلاس کامپکت است که توسط جتور از سال ۲۰۲۲ تولید شده‌است.
جتور برندی است که در سال ۲۰۱۸ توسط چری عرضه شد. داشینگ اولین خودرویی است که بر اساس معماری Kunlun برند جتور ساخته شده‌است.

## بررسی

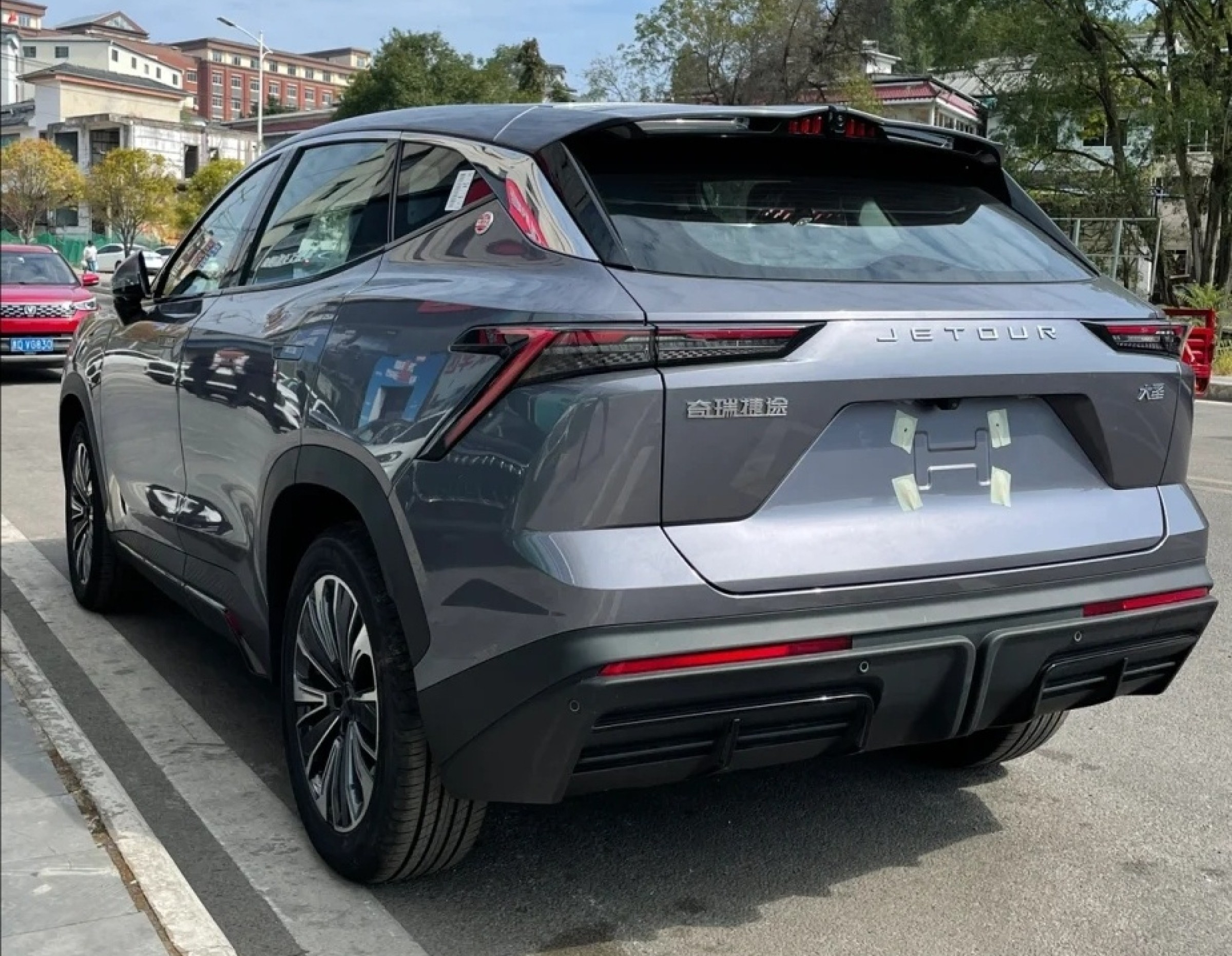
نمای عقب

جتور داشینگ هم به صورت بنزینی معمولی و هم به‌صورت پلاگین هیبرید PHEV در دسترس است. نسخه بنزینی معمولی با دو موتور ۱٫۵ لیتری توربو همراه با گیربکس ۶ سرعته دستی یا گیربکس ۶ سرعته دوکلاچه و موتور ۱٫۶ لیتری توربو همراه با گیربکس ۷ سرعته دوکلاچه عرضه می‌شود. موتور ۱٫۵ لیتری توربو دارای حداکثر قدرت ۱۵۶ اسب بخار و حداکثر گشتاور ۲۳۰ نیوتن متر است. موتور ۱٫۶ لیتری توربو نیز حداکثر قدرت ۱۹۷ اسب بخار و حداکثر گشتاور ۲۹۰ نیوتن متر را تولید می‌کند. نسخه PHEV مجهز به موتور ۱٫۵ لیتری توربو و گیربکس ۳ دنده DHT با حداکثر قدرت ۳۲۶ اسب بخار و حداکثر گشتاور ۵۶۵ نیوتن متر است. این نسخه همچنین دارای برد الکتریکی خالص ۱۰۰ کیلومتر و مصرف سوخت ۱ لیتر در ۱۰۰ کیلومتر است.
فضای داخلی جتور داشینگ متشکل از یک صفحه کنترل مرکزی ۱۵٫۶ اینچی و تراشه نسل سوم اسنپ‌دراگون با عملکرد بالا است. سیستم اطلاعات سرگرمی از اتوناوی، تنسنت و بایدو مپس پشتیبانی می‌کند. داخل داشینگ همچنین دارای نمایشگر ال‌سی‌دی ۸ اینچی، صفحه نمایش هدآپ HUD، طراحی فرمان دی کات، تشخیص صدا، پد شارژ بی‌سیم در کنسول مرکزی و عملکردهای کمکی رانندگی Level2+ با کروز کنترل و تغییر خط است. جتور داشینگ همچنین دارای سیستم هوای تازه یون منفی است که از عنصر فیلتر با کارایی بالای CN95 عبور کرده تا سطح PM2.5 را در داخل خودرو ایجاد کند.

### فیدلیتی XB1 در ایران
شرکت بهمن موتور در نمایشگاه خودرو تهران ۱۴۰۲ یک کراس‌اوور جدید از محصولات خانواده فیدلیتی را به نمایش درآورد. این کراس‌اوور نسبتاً جمع‌وجور، فیدلیتی XB1 نام دارد و محصول سال ۲۰۲۲ برند جتور، زیرمجموعه چری است. این خودرو در بازارهای بین‌المللی با نام جتور داشینگ به فروش می‌رسد و ازلحاظ طراحی ظاهری نسبت به محصولات خانواده فیدلیتی در ایران بسیار متمایز و به‌روزتر است.